# اسلحه دستی (فیلم)
«اسلحه دستی» (سوئدی: Pistolen) یک فیلم است که در سال ۱۹۷۳ منتشر شد. از بازیگران آن می‌توان به گونار بیورنستراند اشاره کرد.